# Gates (Tennessee)
Gates – miasto w Stanach Zjednoczonych, w stanie Tennessee, w hrabstwie Lauderdale.